# Cham Ḩeşār
Cham Ḩeşār (persiska: چَم حِصارِ عُليا, چَم حِصار, چم حصار, Cham Ḩeşār-e ‘Olyā) är en ort i Iran.   Den ligger i provinsen Lorestan, i den västra delen av landet, 400 km sydväst om huvudstaden Teheran. Cham Ḩeşār ligger 1 447 meter över havet och antalet invånare är 114.
Terrängen runt Cham Ḩeşār är huvudsakligen kuperad. Cham Ḩeşār ligger nere i en dal. Runt Cham Ḩeşār är det ganska tätbefolkat, med 56 invånare per kvadratkilometer. Närmaste större samhälle är Sormeh, 2,9 km norr om Cham Ḩeşār. Omgivningarna runt Cham Ḩeşār är i huvudsak ett öppet busklandskap.